# Leopold Wally
Leopold Wally (* 24. März 1918 in Wien; † 11. Jänner 1978 in Salzburg) war ein österreichischer Politiker (SPÖ) und Hauptschuldirektor der Tagesheimschule in Salzburg. Er war von 1966 bis 1969 Abgeordneter zum Salzburger Landtag und von 1969 bis 1978 Mitglied des Bundesrates.

## Ausbildung und Beruf
Leopold Wally besuchte zwischen 1924 und 1928 die Volksschule in der Flachgauer Gemeinde Seekirchen am Wallersee und wechselte danach von 1928 bis 1932 an eine Hauptschule in Salzburg. Er absolvierte in der Folge zwischen 1932 und 1937 die Bundeslehrerbildungsanstalt (heute Pädagogische Hochschule) in Salzburg. Nachdem er zwischen 1938 und 1939 seinen Militärdienst als Einjährig-Freiwilliger beim Österreichischen Bundesheer abgeleistet hatte, wurde er 1939 zum Kriegsdienst eingezogen und diente daraufhin bis 1945 im Zweiten Weltkrieg. 
Nach seiner Rückkehr aus dem Krieg legte Wally 1945 die Lehrbefähigungsprüfungen für die Bereiche der Volks-, Haupt- und Sonderschulen sowie für Leibeserziehung ab und arbeitete danach bis 1958 als Lehrer an verschiedenen Volks- und Hauptschulen in der Stadt Salzburg. 1958 übernahm er die Stelle des Hauptschuldirektors der Tagesheimschule in Salzburg, die er bis 1978 ausübte.

## Politik und Funktionen
Wally engagierte sich bei den Österreichischen Kinderfreunden und wirkte in deren Salzburger Landesgruppe von 1953 bis 1972 als Landessekretär. Danach war er von 1972 bis 1978 Landesobmann der Salzburger Kinderfreunde. Als Lehrer und Hauptschuldirektor war er zudem bis 1972 als Obmann des Sozialistischen Lehrervereines Salzburg-Stadt und stellvertretender Landesobmann des Sozialistischen Lehrervereines aktiv, innerparteilich fungierte er von 1972 bis 1978 als Mitglied des Landesparteivorstandes der Sozialdemokratischen Partei Salzburgs. Wally vertrat die Sozialdemokratische Partei vom 3. November 1966 bis zum 13. Mai 1969 im Salzburger Landtag und gehörte danach vom 14. Mai 1969 bis zum 11. Jänner 1978 dem Österreichischen Bundesrat an. 

## Privates
Leopold Wally war der Vater der österreichischen Kunsthistorikerin und Kulturvermittlerin Barbara Wally (* 1947).

## Auszeichnungen
- Silbernes Ehrenzeichen für Verdienste um die Republik Österreich